# 在バングラデシュ日本国大使館
在バングラデシュ日本国大使館（ざいバングラデシュにほんこくたいしかん、ベンガル語: জাপানের দূতাবাস, ঢাকা、英語: Embassy of Japan in Bangladesh）は、バングラデシュの首都ダッカにある日本の大使館である。

## 略史
バングラデシュが独立する前、日本は1952年にアメリカの支配から独立して以来、西パキスタンと東パキスタンの双方と外交関係を維持してきた。1961年から1970年にかけて、パキスタンの発展のために日本国政府は2億5500万ドルの借款を供与し、そのうちの約61％に相当する1億5500万ドルが東パキスタンに割り当てられた。1971年、東京の銀座でバングラデシュ解放戦争を支援するための基金が設立される。在ダッカ日本国総領事館（英語: Consulate-General of Japan in Dhaka）は、同年12月11日まで存続した。
また、1971年12月には、日本はパキスタンとインドに対して、ベンガル人に対する敵対的な軍事行動（サーチライト作戦）を停止するよう求め、そのために両国への援助を打ち切った。1972年2月10日に日本はバングラデシュを承認し、その翌日、小山田隆大使がダッカに在バングラデシュ日本国大使館を開館した。

## 所在地
Plot No. 5, Dutabash Road, Baridhara, Dhaka-1212

## 著名な在勤者
- 竹中繁雄（アジア生産性機構元事務局長）